# Захарків Роман Ярославович
Рома́н Яросла́вович Заха́рків (нар. 24 січня 1991, Львів) — український саночник (двомісні сани). Майстер спорту. Учасник Зимових Олімпійських ігор 2010 у Ванкувері та Зимових Олімпійських ігор 2014 у Сочі,а також Зимових олімпійських ігор 2018 у Пхьончхан
Випускник Львівського училища фізичної культури (2011), випускник Львівського державного університету фізичної культури.
Тренери
- Іван Баїк
- Володимир Вахрушев

Представляє ФСТ «Колос» і СДЮШОР «Беркут» (Львів).